# صوفي رايت
صوفي رايت (بالإنجليزية: Sophie Wright)‏ هي دراجة بريطانية، ولدت في 15 مارس 1999 في نورتش في المملكة المتحدة.

## وصلات خارجية
- سوفي رايت على موقع الاتحاد الدولي للدراجات (الإنجليزية)
- سوفي رايت على موقع أرشيف الدراجات (الإنجليزية)
- سوفي رايت على موقع إحصائيات الدراجات الإحترافية (الإنجليزية)
- سوفي رايت على موقع نسبة الدراجات (الإنجليزية)
- سوفي رايت على موقع CycleBase (الإنجليزية)
- سوفي رايت على موقع MTB Data (الإنجليزية)